# Zuzana Hejdová
Zuzana Hejdová (* 29. April 1977) ist eine ehemalige tschechische Tennisspielerin.

## Karriere
Hejdová gewann während ihrer Karriere zwei Einzel- und elf Doppeltitel des ITF Women’s Circuits. Über die Qualifikation hatte sie bei den Croatian Bol Ladies Open 1999 erstmals das Hauptfeld eines WTA-Turniers erreicht. Ihr Erstrundenmatch verlor sie gegen Iva Majoli mit 2:6 und 4:6.
2005 gehörte sie zum Kader des VfL Sindelfingen, der in der 2. Tennis-Bundesliga spielte. Im Spiel gegen den Abstieg gegen den TC Großhesselohe trug sie mit einem Sieg dazu bei, dass der Verein nicht aus der Liga abstieg.

## Turniersiege

### Einzel
| Nr. | Datum         | Turnier    | Kategorie   | Belag | Finalgegnerin     | Ergebnis       |
| --- | ------------- | ---------- | ----------- | ----- | ----------------- | -------------- |
| 1.  | 11. Juni 2000 | Vaduz      | ITF $10.000 | Sand  | Shelley Stephens  | 6:74, 6:2, 6:2 |
| 2.  | 9. Juli 2000  | Amersfoort | ITF $10.000 | Sand  | Anousjka van Exel | kampflos       |

### Doppel
| Nr. | Datum              | Turnier              | Kategorie   | Belag             | Partnerin          | Finalgegnerinnen                       | Ergebnis      |
| --- | ------------------ | -------------------- | ----------- | ----------------- | ------------------ | -------------------------------------- | ------------- |
| 1.  | 12. Juli 1997      | Fiumicino            | ITF $10.000 | Sand              | Jana Macurová      | Sofia Finér Anna Linkowa               | 6:1, 6:1      |
| 2.  | 25. Juli 1998      | Lido di Camaiore     | ITF $10.000 | Sand              | Marijana Kovačević | Giana Gutiérrez Eugenia Maia           | 6:2, 6:0      |
| 3.  | 14. November 1998  | Bossonnens           | ITF $10.000 | Hartplatz (Halle) | Alena Vašková      | Dája Bedáňová Zuzana Ondrášková        | 6:4, 7:65     |
| 4.  | 2. September 2000  | Bad Saulgau          | ITF $10.000 | Sand              | Petra Novotnikova  | Liz Finlayson Rewa Harriman            | 6:0, 6:4      |
| 5.  | 30. September 2000 | Makarska             | ITF $10.000 | Sand              | Natasha Galouza    | Ramona But Edina Gallovits             | 7:5, 6:3      |
| 6.  | 23. November 2002  | Deauville            | ITF $25.000 | Sand (Halle)      | Zuzana Černá       | Marija Gesnenge Antoaneta Pandscherowa | 6:4, 7:5      |
| 7.  | 14. Juni 2003      | Vaduz                | ITF $25.000 | Sand              | Zsófia Gubacsi     | Petra Cetkovská Jana Hlaváčková        | 6:4, 6:4      |
| 8.  | 12. Juli 2003      | Toruń                | ITF $25.000 | Sand              | Olena Antypina     | Mireille Dittmann Helena Ejeson        | 6:3, 6:3      |
| 9.  | 26. Juni 2004      | Båstad               | ITF $25.000 | Sand              | Vanessa Henke      | Mireille Dittmann Hanna Nooni          | 2:6, 6:2, 6:3 |
| 10. | 25. Juni 2005      | Davos                | ITF $10.000 | Sand              | Andrea Petković    | Petra Cetkovská Sandra Martinović      | 6:3, 6:2      |
| 11. | 16. Juli 2005      | Garching bei München | ITF $10.000 | Sand              | Eva-Maria Hoch     | Lenka Dlhopolcová Laura Siegemund      | 4:6, 6:4, 6:3 |